# Allegria bugiarda
Allegria bugiarda è un singolo della cantante italiana Chiara Galiazzo, pubblicato il 23 maggio 2025.

## Descrizione
Il brano è scritto, composto e prodotto da Daniele Magro e Michael Tenisci e ha segnato il cambio di etichetta dell'artista, la quale è passata ad Altafonte Italia.

## Video musicale
Il video musicale, diretto da Lucrezio Catapano, è stato pubblicato il 27 maggio 2025 attraverso il canale YouTube della cantante.

## Tracce
Testi e musiche di Daniele Magro e Michael Tenisci.
1. Allegria bugiarda – 3:21